# Vanessa Licata
Pour les articles homonymes, voir Licata.
Vanessa Licata est une joueuse de football belge née le 23 février 1991. Elle a toujours joué pour le Standard Fémina de Liège.

## Palmarès
- Championne de Belgique (3) : 2009 - 2011 - 2012
- Vainqueur de la Coupe de Belgique des équipes B (1) : 2009
- Finaliste de la Coupe de Belgique (1)  : 2009
- Vainqueur de la Super Coupe de Belgique (2) : 2009 - 2011
- Doublé Championnat de Belgique-Super Coupe de Belgique  (2) : 2009 - 2011
- Vainqueur de la BeNe SuperCup (1) : 2011

### Bilan
- 7 titres

## Statistiques

### Ligue des Champions
- 2009-2010: 2 matchs